# Mecacalco
Mecacalco är en ort i Mexiko.   Den ligger i kommunen Altotonga och delstaten Veracruz, i den sydöstra delen av landet, 210 km öster om huvudstaden Mexico City. Mecacalco ligger 1 026 meter över havet och antalet invånare är 511.
Terrängen runt Mecacalco är bergig åt sydväst, men åt nordost är den kuperad. Runt Mecacalco är det ganska tätbefolkat, med 104 invånare per kvadratkilometer. Närmaste större samhälle är Atzalan, 13,3 km väster om Mecacalco. I omgivningarna runt Mecacalco växer i huvudsak städsegrön lövskog.